# Mývatn Lacus
Pour l’article homonyme, voir Mývatn pour le lac d'Islande.
Mývatn Lacus est un lac de Titan, satellite naturel de Saturne.

## Caractéristiques
Mývatn Lacus est situé près du pôle Nord de Titan, centré sur 78,19° de latitude nord et 135,28° de longitude ouest, et mesure 55 km dans sa plus grande longueur. Découvert sur des images prises par la sonde Cassini en 2007, Mývatn Lacus fait partie des nombreux lacs qui parsèment la région septentrionale de Titan.

## Observation
Mývatn Lacus a été découvert par les images transmises par la sonde Cassini en 2007. Il a reçu le nom du Mývatn, un lac d'Islande.